# Ada Salas
Ada Salas (* 1965 in Cáceres) ist eine spanische Dichterin. Sie gilt laut ECOS (Dezemberheft 2010) als eine der meistgeschätzten Stimmen der zeitgenössischen spanischen Poesie.

## Biografie
Salas absolvierte das Studium der Hispanistik an der Universidad de Extremadura. Sie lehrte danach zwei Jahre an der französischen Universität von Angers und ist derzeit Lehrerin mit dem Schwerpunkt spanische Literatur und Sprache.
Ihr erstes Werk Arte y memoria del inocente (1988) wurde mit dem Premio Juan Manuel Rozas ausgezeichnet. Mit Variaciones en blanco erhielt sie den Premio Hiperión 1994. Im gleichen Verlag erschienen La sed (1997) (zu Deutsch: Der Durt) und Lugar de la derrota (2003).
Ihr Werk hat die Aufmerksamkeit der Literaturkritik gefunden und sie ist wohl eine der bedeutsamsten Stimmen der zeitgenössischen spanischen Dichtkunst. Ihre Verse wurden in verschiedene Anthologien der neuen spanischen Poesie aufgenommen, wie Ellas tienen la palabra (Hiperión, 1997), Poesía española reciente (1980–2000) (Cátedra, 2001) und La otra joven poesía española (Igitur, 2003).
Ihre Posie, die aus freien Versen und sehr kurzen Gedichten besteht, sucht das „Wesentliche“ und in diesem Sinne folgt sie den Spuren von José Ángel Valente. In ihrem Buch Esto no es el silencio sucht die Schriftstellerin eine weniger minimalistische Poesie mit längeren Gedichten, die aber nicht auf die Suche nach dem Wesentlichen verzichten.

## Werke
- Arte y memoria del inocente. Universidad de Extremadura, Cáceres 1988
- Variaciones en blanco. Hiperión, Madrid 1994 (Premio Hiperión 1994)
- La sed. Hiperión, Madrid 1997
- Lugar de la derrota. Hiperión, Madrid 2003–XIXII–
- Esto no es el silencio. Hiperión, Madrid 2008.